# Rathaus (Ulm)

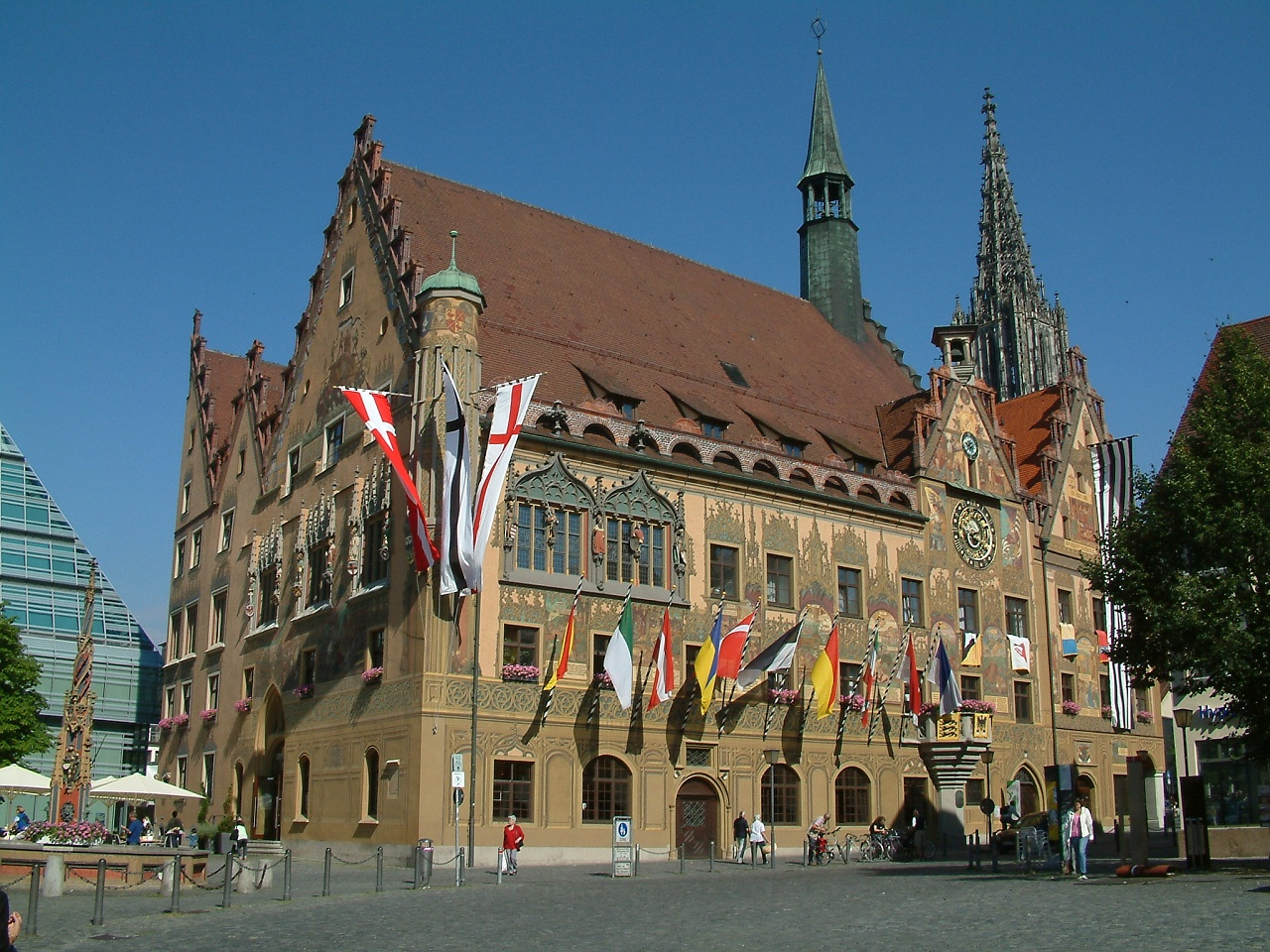
Ulmer Rathaus von Südosten (mit Festbeflaggung anlässlich des Schwörmontags)

Das Ulmer Rathaus zählt nicht zuletzt wegen der Fassaden-Wandmalereien und einer astronomischen Uhr zu den herausragenden Baudenkmälern der Stadt Ulm. Seine komplexe Baugeschichte – es besteht aus drei verschiedenen Bauteilen – begann im 14. Jahrhundert. Sein jetziges Aussehen geht im Wesentlichen auf die Frührenaissance zurück.

## Baugeschichte

### Gewandhaus
Den ältesten Teil des Ulmer Rathauses bildete ein (später abgerissener) Bau im Bereich des heutigen Rathausnordflügels. 1357 wird dieser als „Gewandhaus“, bzw. 1362 als „Kaufhaus“ bezeichnet. Einen Ulmer Handelsschwerpunkt dieser Zeit bildeten neben Eisen und Salz Stoffe, insbesondere der Barchent. 1369 erhielten auch die Sattler das Recht, dort ihre Ware zu verkaufen.

### Neues Kaufhaus

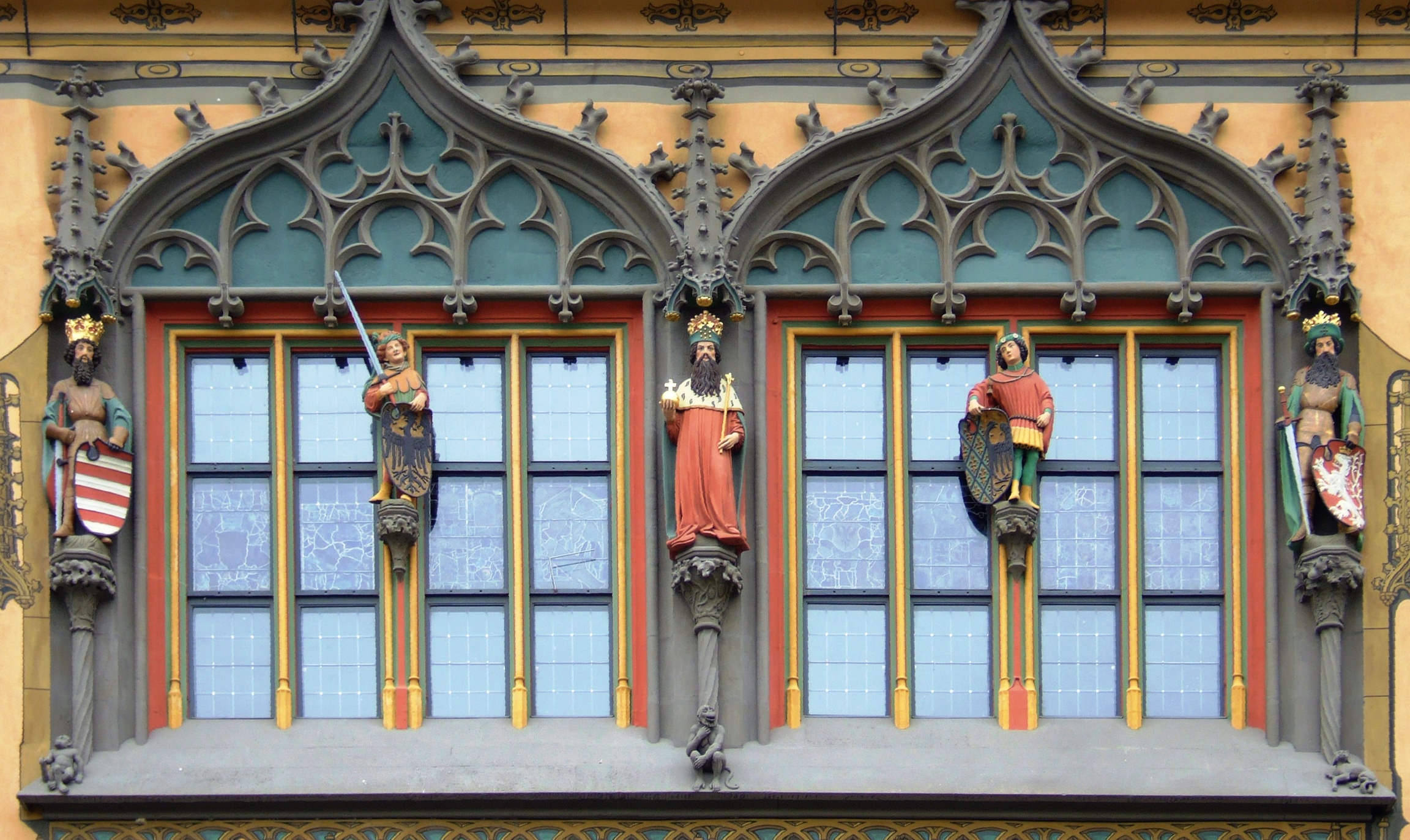
Kaiserfenster der Rathaus-Ostseite mit Figuren von Hans Multscher

1370 wurde als Erweiterung der heutige Ostflügel des Ulmer Rathauses – damals auch als „neues Kaufhaus“ bezeichnet – angefügt. In seinem Erdgeschoss befand sich eine 8 m hohe Verkaufshalle der Metzger. Ein zugehöriges Spitzbogentor an der Südseite ist bis heute vorhanden. 1383 wird das Gebäude auch als „Gerichtshaus“ bezeichnet, da es mittlerweile im Erdgeschoss eine nach Norden offene Laube besaß, wo das Niedergericht öffentlich tagte. Spätestens ab 1395 verfügte auch der Ulmer Rat über eine Ratsstube in dem Gebäude, das 1419 nunmehr „Rathaus“ genannt wird.
Ratssaal und Rathausfiguren
Wenig später wurde über der dreischiffigen Kaufhalle ein großer Ratssaal eingezogen und die südliche und östliche Front des Gebäudes vor dem Ratssaal wurden um 1425 und um 1427 bis 1434 mit sechs Figuren (Südfassade) und fünf Figuren spätgotischen innerhalb eines Prunkfensters geschmückt. Das Prunkfenster der Ostseite ist bekrönt durch eine Kielbogenrahmung, die Figuren der Südseite durch Wimpergaufbauten. Während die fünf ersten Skulpturen der sechs Kurfürsten der Rathaussüdfenster aus der Meister Hartmann Werkstatt stammen, sind die Figuren am Ostfenster Werke von Hans Multscher. Die Figur des Kaisers wird als Karl der Große dargestellt, da König Sigismund Sigismund bis 1433 noch nicht Kaiser war. Karl der Große wird von zwei Schildknappen flankiert. Sigismund wurde am 31. Mai 1433 in Rom zum Kaiser gekrönt. Das Bildprogramm sollte Ulms Reichsstadtstatus unterstreichen. Spätestens im Sommer 1434 sah sich Kaiser Sigismund am Prunkfenster doppelt dargestellt, als König von Ungarn und als König von Böhmen. Dieser war der siebte Kurfürst.  Die Figur des Königs von Böhmen gilt als Kryptoporträt des Herrschers, weil sie wie Sigismund eine markant gekrümmte Nase hat. An Sigismunds Residenzschloss in Bratislawa wurde ein vermauertes Fenster gefunden, das exakt dem Maßwerk des östlichen Ulmer Prunkfensters entspricht. Man geht davon aus, dass Sigismund das Fenster so gut gefallen hat, dass er es in Bratislawa wiederholen hat lassen. Die Originale der Rathausfiguren befinden sich im Ulmer Museum. Seit der Rathausrenovierung von 1899 bis 1905 stehen vor den Fenstern Kopien, die in der ursprünglichen farbigen Fassung gehalten sind, während bei den Originalen die Farbe weitgehend abgeblättert ist.

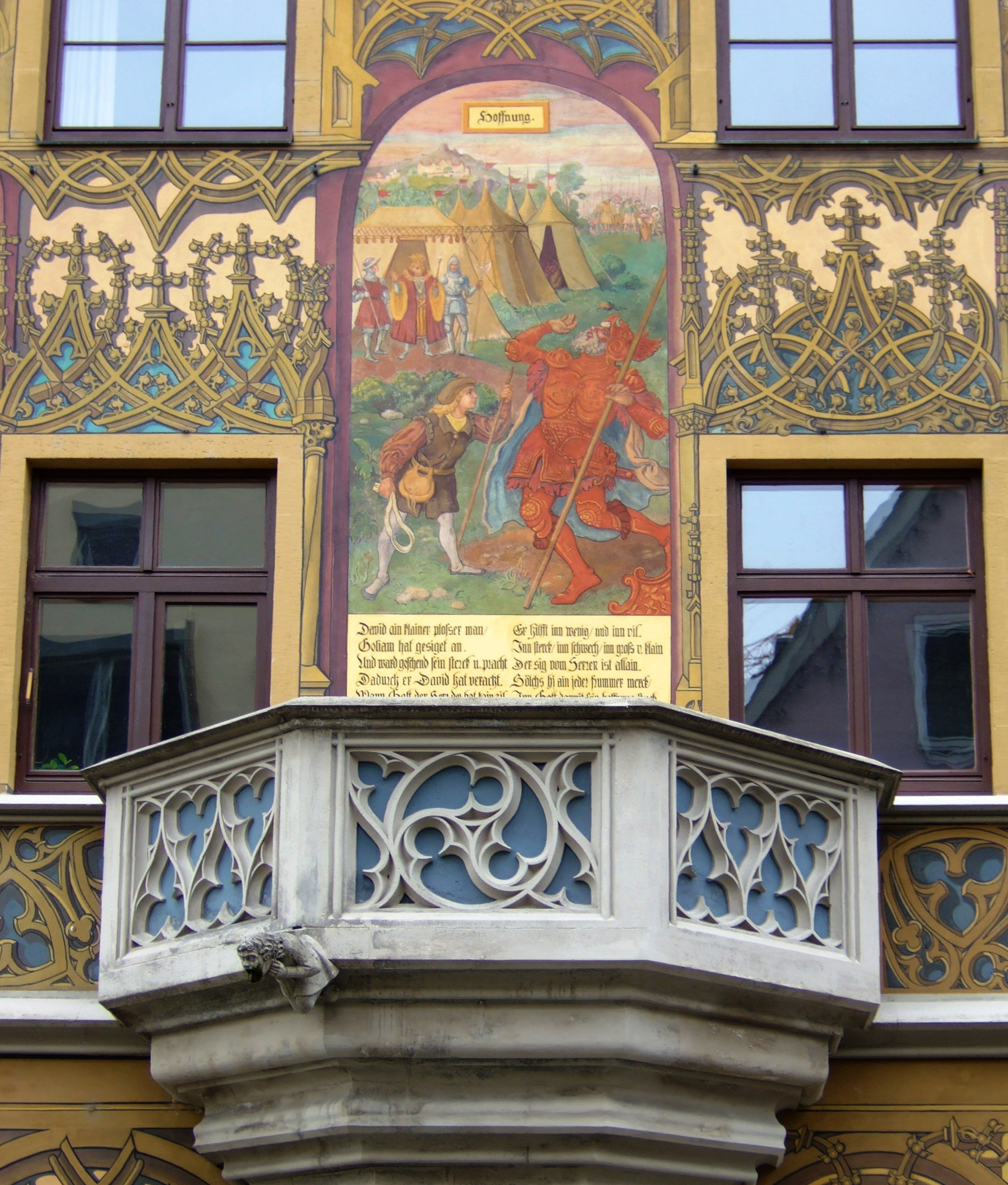
Verkündigungskanzel an der Ostseite

An der Ostseite befindet sich außerdem seit 1473, also seit Kaiser Friedrich III., ein Huldigungsbalkon, von dem der Kaiser oder dessen Vertreter Huldigungen entgegennahmen. Von dort wurden aber auch Todesurteile verlesen, weswegen auch von der Verkündigungskanzel gesprochen wird. Der Balkon wurde 1539 und 1604 ergänzt und umgestaltet.

### Roth’sches Haus
Bereits beim Bau des (neuen) Kaufhauses war im Westen des Komplexes ein älteres Fachwerkhaus („Roth’sches Haus“) angekauft worden. Dieses wurde um 1480 neu errichtet und dem Hauptbaukörper angepasst. Um 1900 wurde dieser Teil komplett abgebrochen und ersetzt.

### Neugestaltung im 16. Jahrhundert
Im 4. Jahrzehnt des 16. Jahrhunderts erfolgten umfangreiche Umbauten, in deren Zuge der Nordflügel (also das ursprüngliche Gewand- oder Kaufhaus) abgerissen und der nördliche Querbau (mit Säulenarkaden) durch den Baumeister Hans Michel vollständig erneuert wurde. Vom ursprünglichen Nordbau (Gewandhaus) blieben nur die Kellergewölbe erhalten, die noch über längere Zeit als Gefängnis genutzt wurden. Der Ostflügel erhielt seine heutige Gestalt mit filigranen Säulen und Gebälken aus Terrakotta, auch das bereits vorhandene Erkertürmchen an der Südostecke wurde verändert.

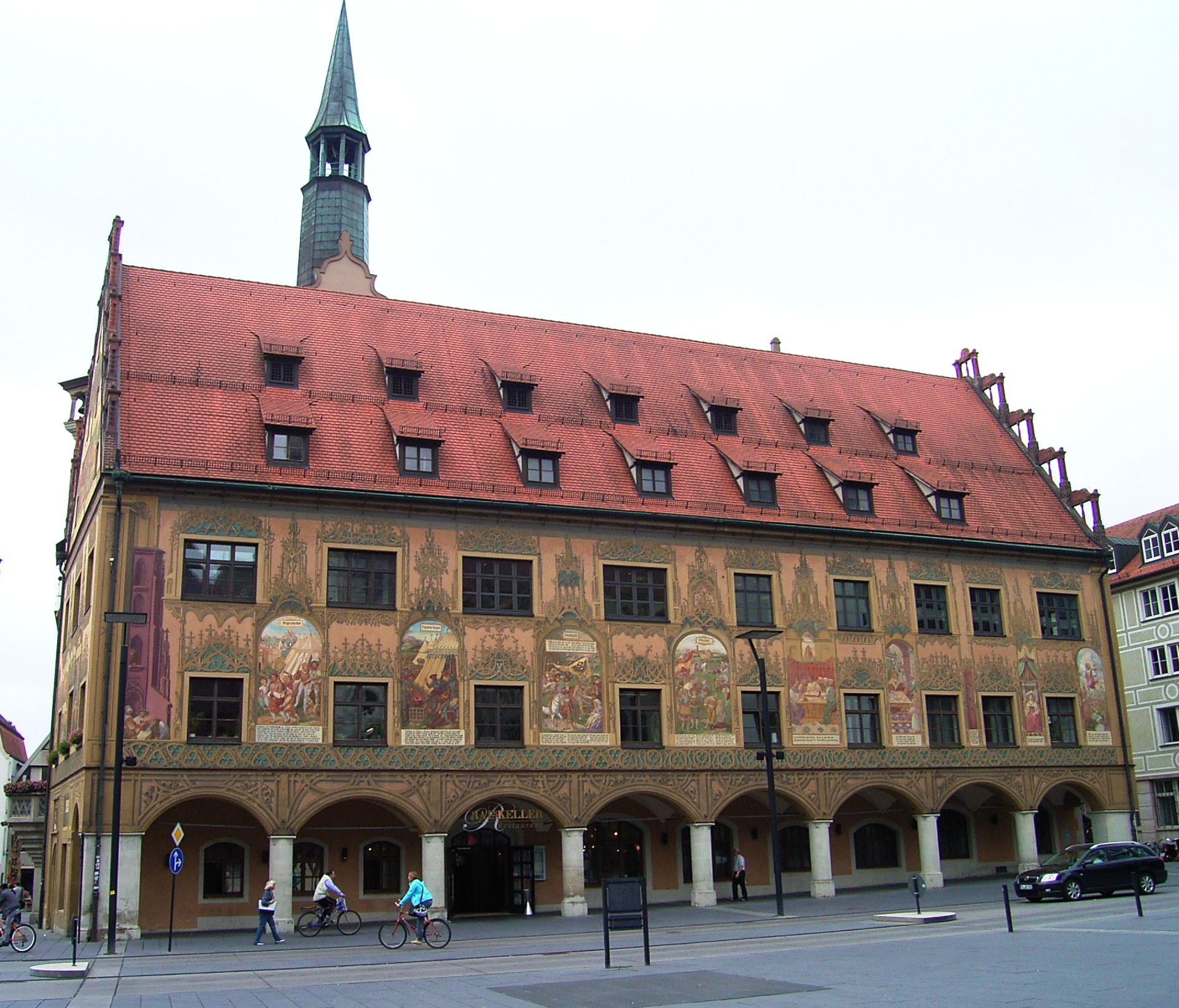
Rathaus von Norden, Fresken von Martin Schaffner

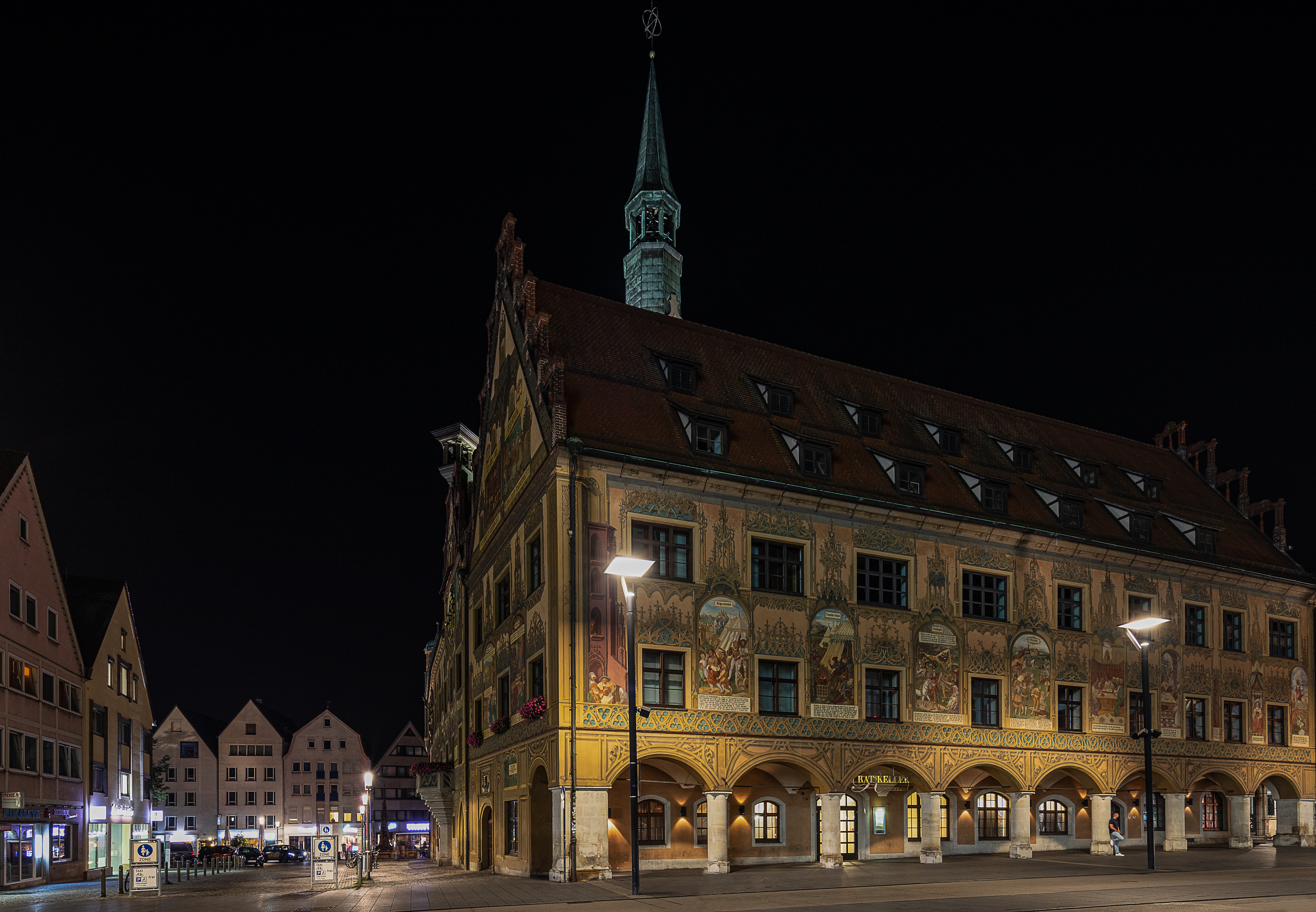
Nordseite bei Nacht

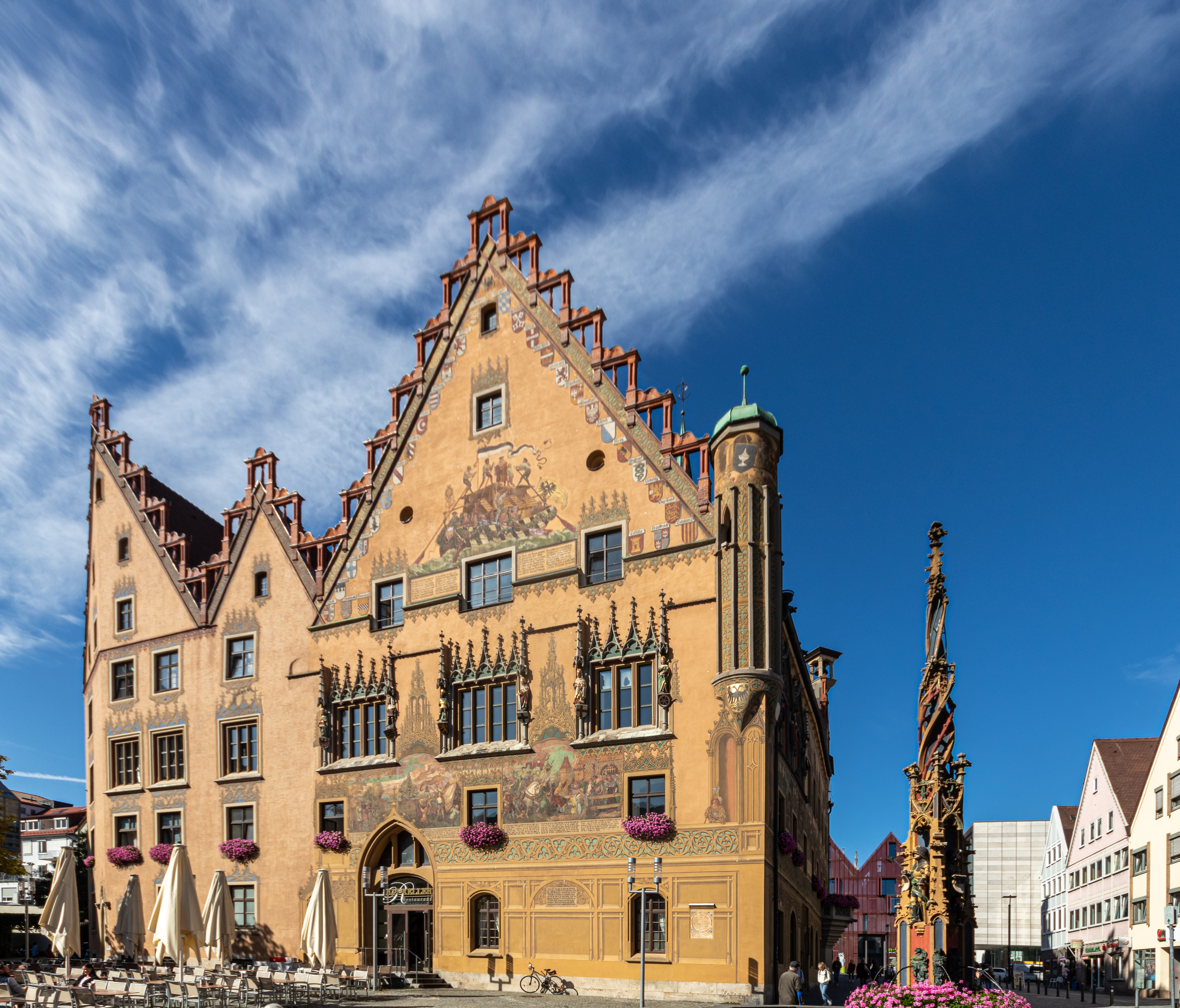
Rathaus von Süden

1540 wurde die Martin Schaffner zugeschriebene Fassadenbemalung der Nord- und Ostseite abgeschlossen. Sie gilt als größter Zyklus von Wandmalereien des 16. Jahrhunderts in Deutschland. Die Ostfassade behandelt Themen wie „Göttliche Weisheit“, „Selbsterkenntnis“ und „Gerechtigkeit“. Sie wurden vorwiegend anhand biblischer Beispiele dargestellt. An der Nordfassade finden sich Themen der römischen und griechischen Sagenwelt wie „Kriegs-Ehrbarkeit“, „männliche Kühnheit“ oder „Gehorsam“. Der implizite Appell dieser Darstellungen richtete sich vor allem an auswärtige Herrscher, die nach Ulm kamen. Schaffner griff dabei auf Bildvorlagen vor allem von Holzschnitten für Buchillustrationen zurück, die von Augsburger Renaissance-Künstlern stammten (u. a. Hans Schäufelin). Zwischen 1576 und 1578 erfolgte eine weitere Umgestaltung des Altbaues des Rathauses. Herausragend war dabei die bereits 1520 angefertigte astronomische Uhr, die der Straßburger Uhrmacher Isaak Habrecht instand setzte und vervollkommnete. Sie diente der Repräsentation und zeigte den Stand der Himmelskörper an. Ihre Mechanik wurde im Zweiten Weltkrieg zerstört und 1952 erneuert.

### Renovierung um 1900
Von 1898 bis 1905 wurde das mittlerweile teilweise heruntergekommene Ulmer Rathaus eingehend renoviert und teilweise umgestaltet, obwohl sich zahlreiche Stimmen für eine Aufgabe des Gebäudes und einen Neubau an anderer Stelle ausgesprochen hatten. Das Roth’sche Haus wurde abgetragen und durch einen besser in die Gesamtanlage integrierten Neubau ersetzt. 1903 erhielt der Gebäudeteil im Nordwesten zusätzlich eine Freitreppe. Die inzwischen stark verblasste Fassadenbemalung wurde restauriert bzw. nach alten Vorlagen rekonstruiert. Der Huldigungbalkon wurde wiederhergestellt. Er war, nachdem Ulm 1810 an Württemberg gefallen war, auf Geheiß des Königs von Württemberg als Zeichen reichsstädtischer Autonomie beseitigt worden. Schließlich wurde die astronomische Uhr instand gesetzt.
Die ursprüngliche Bemalung der Südfassade war nicht erhalten. Dort wurden bis 1905 Wandmalereien mit historistischen Themen angebracht. Im Südgiebel ist eine Ulmer Schachtel abgebildet, darüber sind die Wappen der Städte und Länder aufgereiht, mit denen Ulm in Handelsbeziehung stand. Im unteren Bereich ist die Heimkehr der siegreichen Ulmer von der Plünderung des Heerlagers des Belagerers Kaiser Karl IV. im Jahr 1376 dargestellt.

### Ab dem Zweiten Weltkrieg
Bei einem schweren Luftangriff auf Ulm am 17. Dezember 1944 wurde das Innere des Ulmer Rathauses größtenteils zerstört. Erhalten und weitgehend intakt blieben aber die äußere Form und die Wandgemälde an der Außenfassade, ebenso auch die gewölbten Räume der unteren Geschosse. Eine früher ausgebaute Saaltür von Jörg Syrlin d. J. von 1509 blieb erhalten (sie befindet sich heute im Ulmer Museum). Dabei handelt es sich vermutlich um die Tür zum Ratssaal.
Nach dem Zweiten Weltkrieg wurden die Gebäudeteile zunächst mit Notdächern versehen. Ab 1951 konnten die wichtigsten städtischen Ämter und der Oberbürgermeister wieder in das Rathaus einziehen. Ende der 1950er Jahre sowie 1973 wurden die Wandmalereien am Ulmer Rathaus ausgebessert.
1987 bis 1989 erfolgte im Inneren ein weiterer tiefgreifender Umbau. Unter anderem wurde – in Ergänzung des (nunmehr kleinen) Ratssaales im Südosten – ein zweiter, großer Ratssaal im Nordflügel eingerichtet.

## Sonstiges

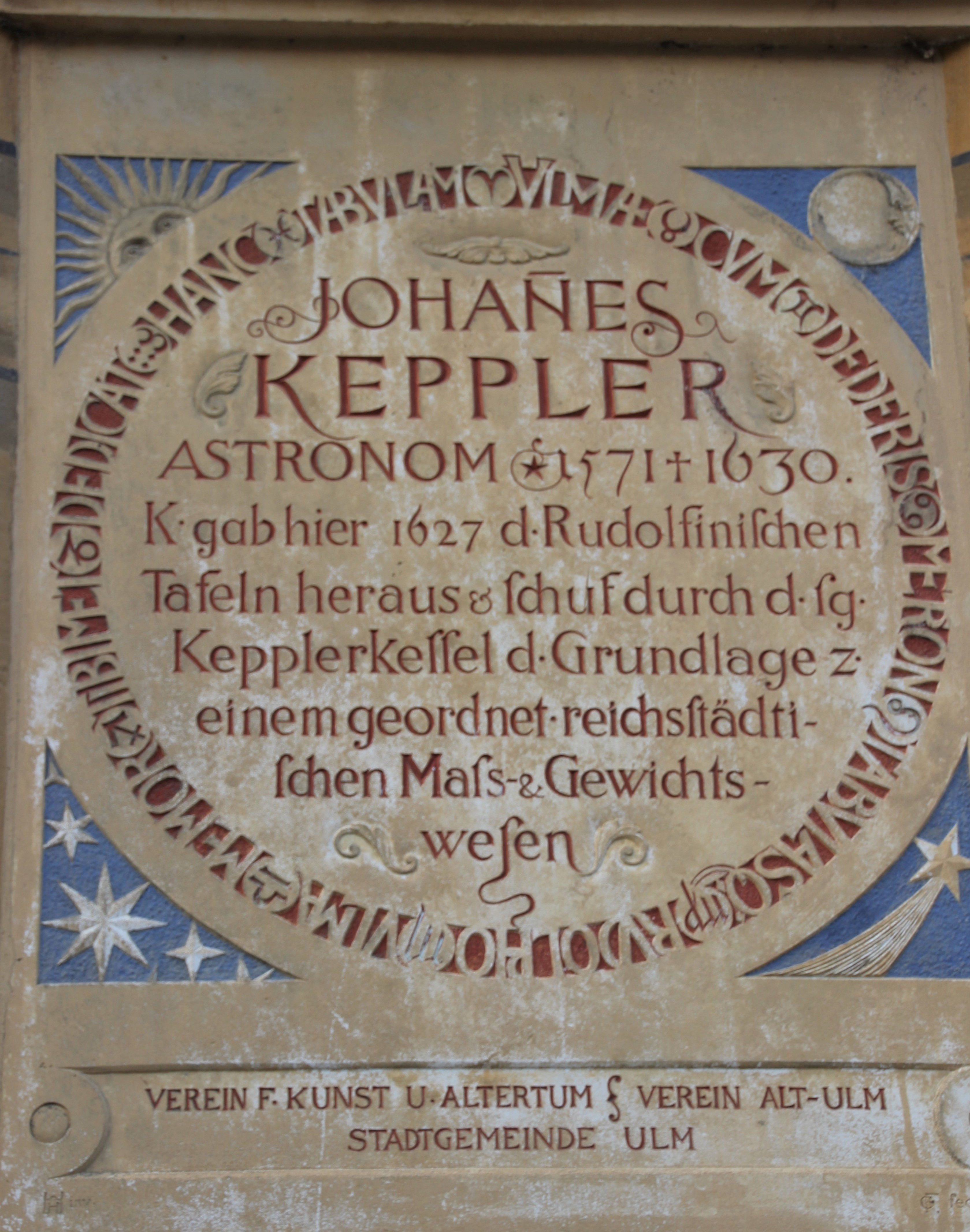
Kepler-Gedenktafel mit Bezügen zu Keplers Leben, Werk und Wirken in Ulm mit vertauschten Symbolen im Tierkreis

An der Südost-Ecke des Rathauses wurde 1913 eine Gedenktafel für den Astronomen und Mathematiker Johannes Kepler angebracht, der 1626–1627 in Ulm den Druck der Rudolfinischen Tafeln durchführen ließ und im Auftrag des Ulmer Rats den Ulmer Kessel (Kepler-Kessel) entwarf, ein kombiniertes Eichmaß für die damals fünf wichtigsten Ulmer Gewichts-, Längen- und Inhaltsmaße in Form eines großen Messinggefäßes. Die Tafeln enthalten ein bis heute ungelöstes Rätsel.
Im Lichthof des Rathauses ist heute eine Nachbildung des Hängegleiters von Albrecht Ludwig Berblinger ausgestellt, der als Schneider von Ulm bekannt wurde. Er war ein früher Pionier des Gleitflugs. An der Freitreppe an der Westfassade zeigt ein steinernes Relief den Schneider von Ulm.
Im (kleinen) Ulmer Ratssaal sind am Ostfenster Glasscheiben der Stadt Ulm, von Patriziern und von Zunftbürgern aus der Zeit um 1600 erhalten, darunter eine Glassonnenuhr, die wohl auf die Zeit der Umgestaltung um 1540 zurückgeht.
Auf dem Platz südöstlich des Rathauses befindet sich ein Brunnen von Jörg Syrlin d. Ä. aus dem Jahr 1482. In diesem sogenannten Fischkasten wurden an Markttagen Fische in Behältnissen ausgesetzt und zum Verkauf angeboten. Die drei bewaffneten Männer in Rüstung sind als Signal nach Südosten, also nach Bayern, anzusehen, dass die Ulmer wehrhaft sind. Dazu korrespondierte der Südosterker am Rathaus. Er war ursprünglich von wehrhaften Zinnen bekrönt.
Außerdem stand noch Anfang des 20. Jahrhunderts auch unweit des Rathauses ein weiterer Springbrunnen, der einen kleinen metallenen Schmuckaufsatz mit einer zentralen Figur trug.